# 베틀루가강

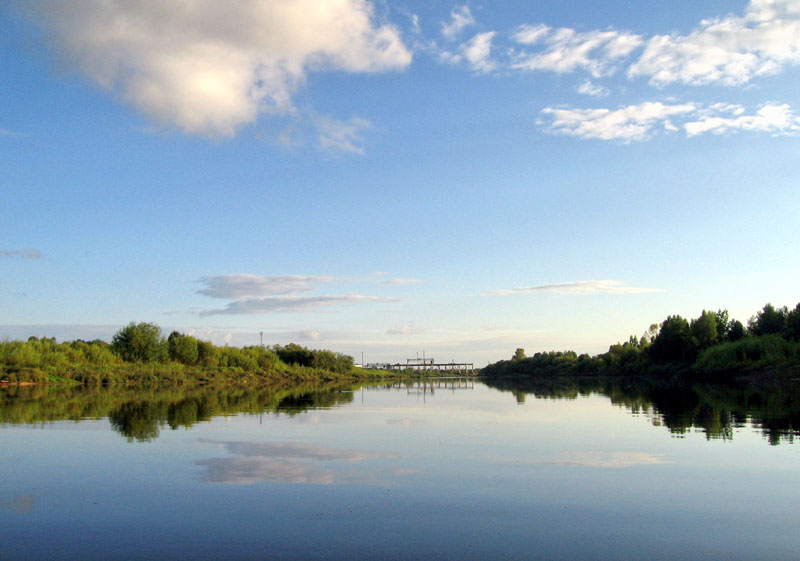

베틀루가강(러시아어: Ветлу́га)은 마리옐 공화국과 니즈니노브고로드주를 흐르는 강이다. 볼가강의 지류이고 코지모데먄스크에서 가깝다. 배가 항행할 수 있다.